# Coroa Imperial da Áustria

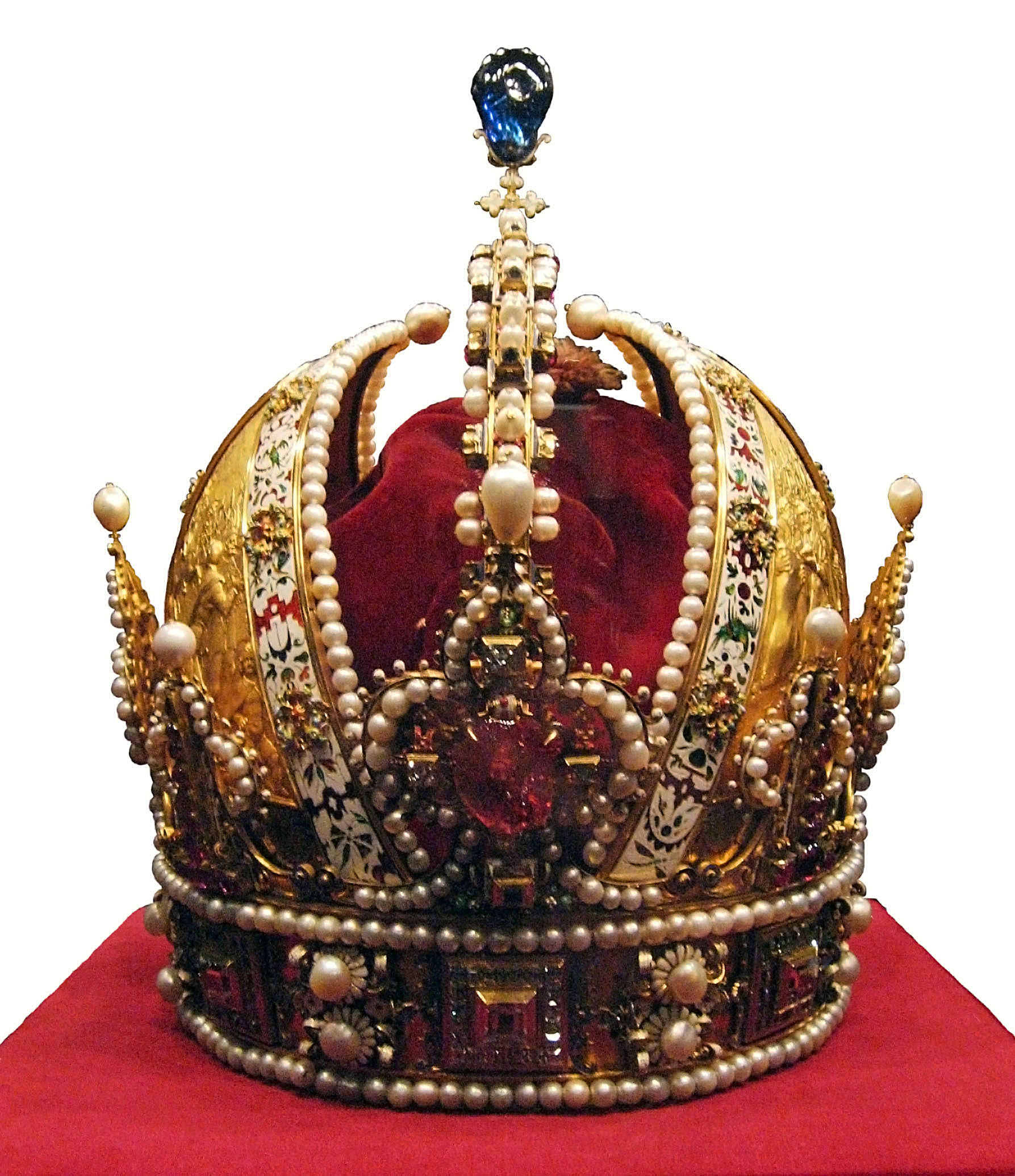
Vista frontal da Coroa Imperial

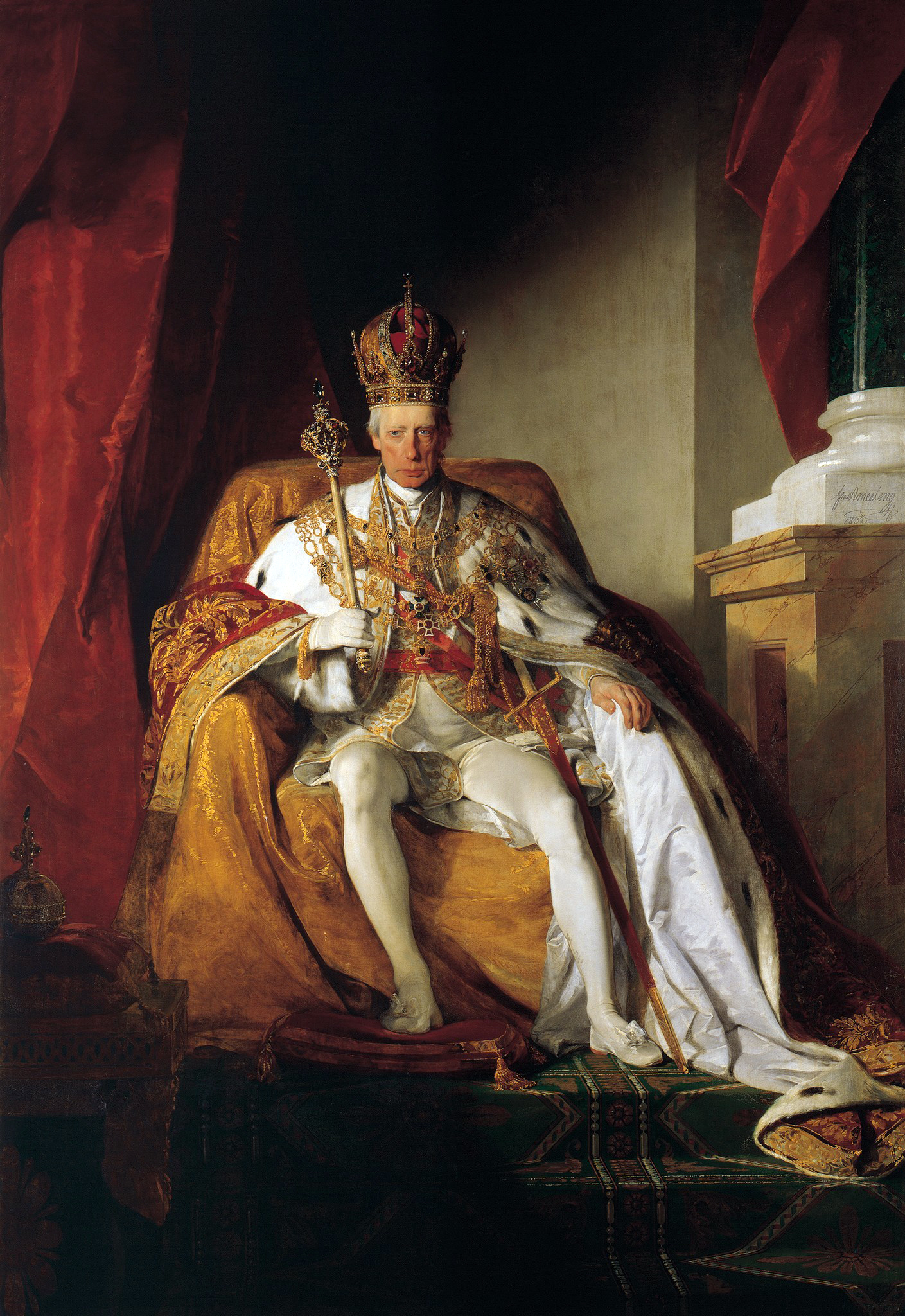
Francisco I da Áustria vestindo a Coroa Imperial austríaca e insígnias

A Coroa do Império Austríaco ( alemão:Österreichische Kaiserkrone ou Krone des Kaisertums Österreich ) foi originalmente a Coroa pessoal do Imperador Rodolfo II. Por isso também conhecida como Coroa de Rodolfo II.

## História

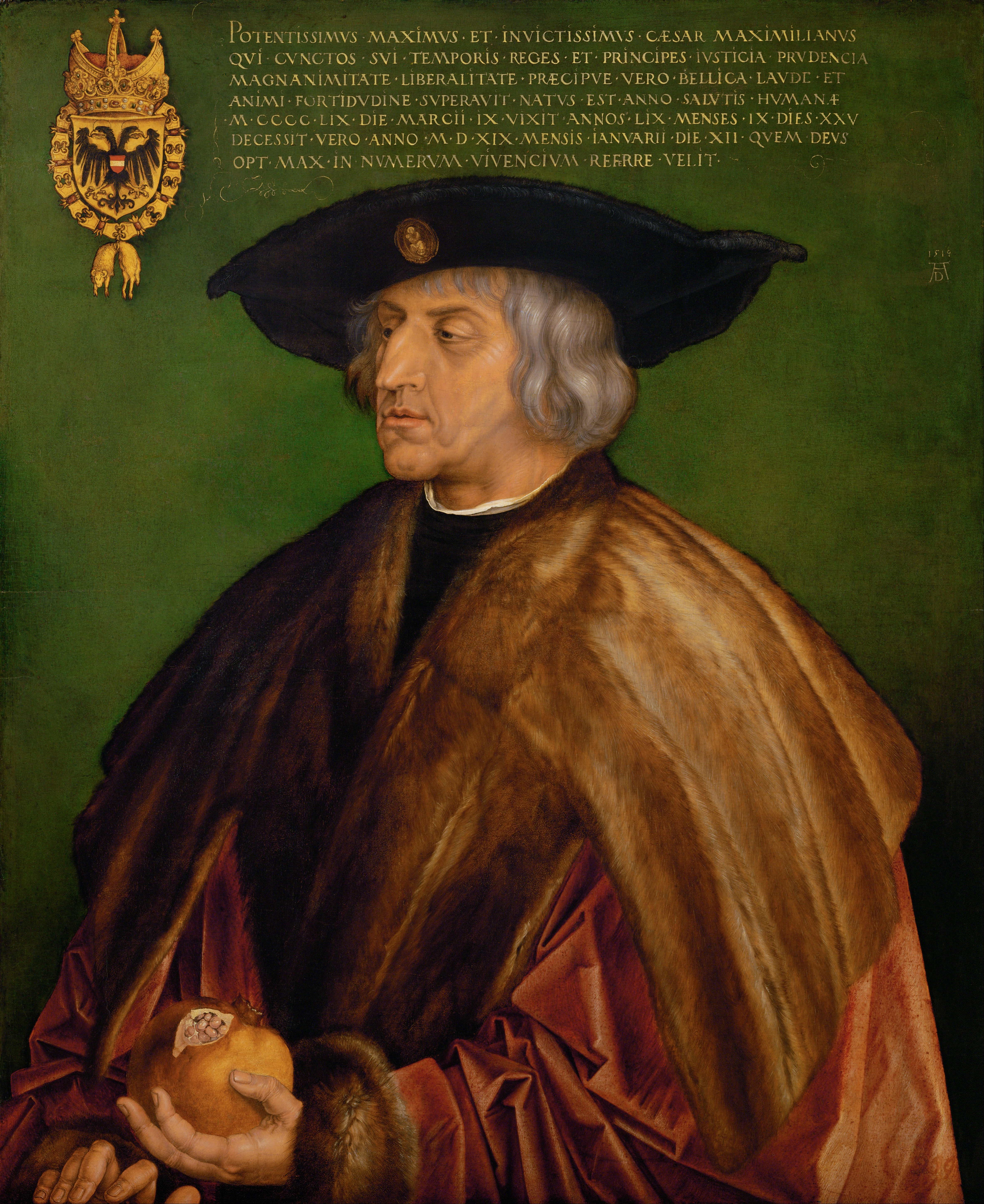
Maximiliano I, pintura de Albrecht Dürer, no Kunsthistorisches Museum.

Pelo fato da Regalia Imperial do Sacro Império Romano Germânico, especialmente a Coroa Imperial, ter sido criada em Nuremberg, ela somente poderia sair da cidade para a Coroação.  Isso ocasionou que alguns governantes fizessem suas próprias Coroas. Por exemplo, quando eles participassem de uma sessão do Reichstag (Dieta Imperial), eles usariam suas próprias Coroas.
A mais antiga representação de uma Coroa privada é uma gravura do artista Albrecht Dürer em que o Sacro Imperador Romano Maximiliano I, está representado com uma Coroa, a qual pode ter influenciado a confecção da Coroa de Rodolfo II,  mais tarde.
A Coroa Imperial austríaca nunca foi realmente usada para uma Coroação, desde a fundação do Império Austríaco, ao contrário do que acontecia no Sacro Império Romano, já que aquela era uma Monarquia Hereditária sob a Dinastia dos Habsburgos e, portanto, a Cerimônia de Coroação era um ato de legitimação, não sendo extremamente necessário. A cerimônia era mais um ato de investidura da Ascensão oficial do Monarca ao Trono.

A Coroa de Rodolfo II foi feita, em 1602, na cidade de Praga, por Jan Vermeyen, um dos ourives mais notáveis de seu tempo, que foi chamado especialmente de Antuérpia para tal. A Coroa é feita de três partes: a tiara (Kronreif), o arco alto (Kronbügel) e a mitra. Portanto, segue o modelo das Coroas Mitrais, que derivam a sua forma a partir das usadas pelos bispos.

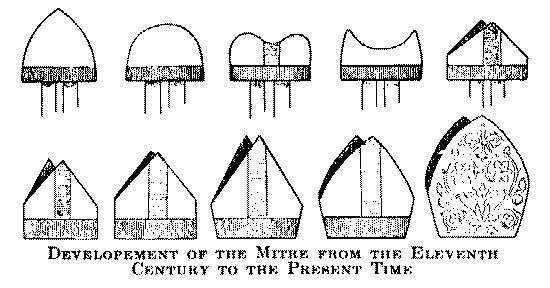
Evolução da Mitra até a atualidade

 Nas formas anteriores da mitra ocidental os picos eram sobre as orelhas, ao invés de sobre a face e atrás da cabeça. 
A forma mitral utilizada na Coroa Imperial é de esquadrias preservadas. A  anterior forma da mitra da Coroa Imperial pode ser vista nos retratos existentes de Imperadores como Frederico III e Maximiliano I. 

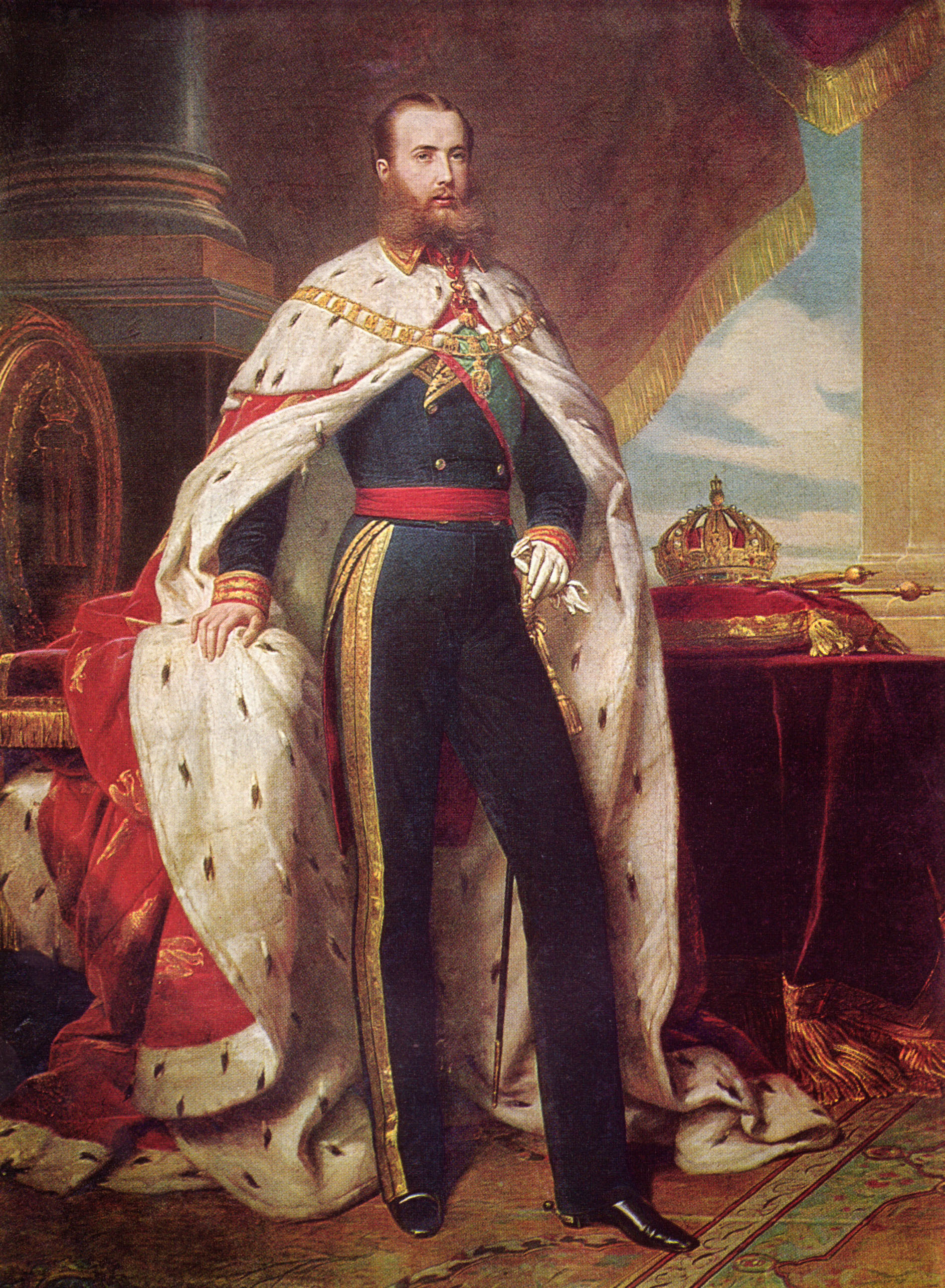
Retrato do Imperador do México Maximiliano I, por Franz Xaver Winterhalter em 1864

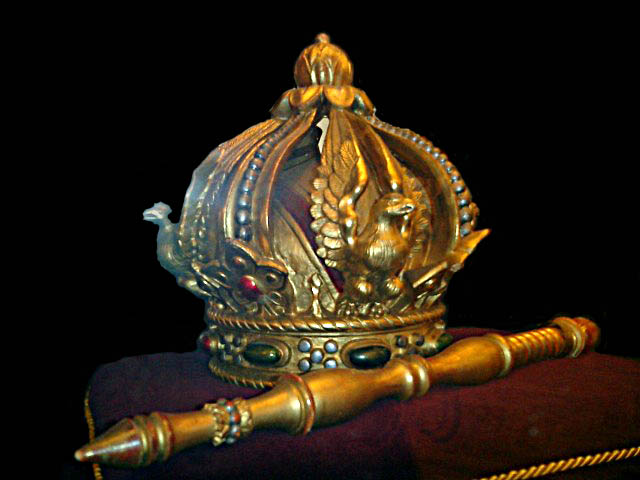
Coroa Imperial do México

Monograma Imperial do Imperador Maximiliano I do México, cuja Coroa é de inspiração austríaca

A efígie de bronze de Maximiliano I que se encontra no seu mausoléu na Igreja Monumental Tribunal de Innsbruck, aparece uma Coroa com dois arcos que se cruzam por cima da Mitra e do formulário original da Coroa Imperial, que aparece também em Maximiliano I, Imperador do México, parece ter sido modelada desta forma.  Da mesma forma  com meio-arcos e as águias sobre a tiara na parte dianteira, traseira e laterais da Coroa Imperial de Napoleão III.
No século XVII,  na coroa de esquadrias de Leopoldo I , os picos da mitra foram arredondados em forma hemisférica.  Pedro, o Grande a adotaria como modelo para a Coroa Imperial da Rússia, quando ele tomou o título de Imperador Russo.
Embora seja frequentemente assumido que a Coroa Imperial foi feita para Otto I, com o seu arco único sobre a tampa interna, fosse o protótipo  para a Coroa Imperial do ocidente.  É também possível que a Coroa Imperial Bizantina, que no século XII, também ficou fechada com dois arcos, tenha inspirado os Imperadores do Ocidente a seguir o seu exemplo e também a fechar suas Coroas com um par de arcos.

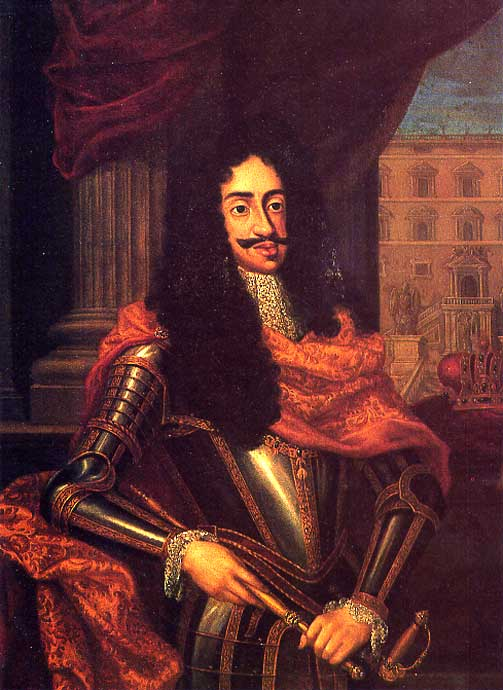
Leopoldo I, Arquiduque de Áustria e Imperador do Sacro Império Romano-Germânico

## Bracelete
O bracelete em si constitui uma Coroa - a mitra e o arco de alta foram colocados em extra, por assim dizer. Ele simboliza a Autoridade Real. Há a representação de oito lírios, no desenho da Coroa, que  provavelmente inspirou a Coroa de São Venceslau da Boêmia. Os lírios são por vezes associados à Flor-de-lis dos Valois. O numeral oito é um tema que também foi retirado da Coroa Imperial do Sacro Império Romano, uma vez que a tiara é feita de oito placas. No diadema as pedras são preciosas, como espinélios, zircão e pérolas. Os zircões são cortados de modo a que eles se tornem lisos na frente. O corte de pedras preciosas, foi com uma técnica relativamente nova na época em que a Coroa foi feita.

## Mitra
A mitra simboliza o Direito Divino de Governar, e da posição espiritual elevada do Imperador: durante a Coroação, ele também era consagrado, simbolicamente, como diácono. Ela é ligada num ângulo de 90°, as áreas são mostradas no final da seção, de modo que o grande arco vá da frente para trás, assim como na Coroa Imperial do Sacro Império Romano. A mitra é feita de ouro, com uma faixa de trabalho de esmalte, que retrata pássaros e plantas. A mitra é dividida em quatro seções, que representam as honrarias  de Rodolfo II.
- A primeira parte o mostra de joelhos, ao receber a Coroa Imperial do Sacro Império Romano, em Regensburg, como Sacro Imperador Romano.

- A segunda o mostra a andar para a Colina da Coroação em Pressburg, durante sua Coroação como Rei da Hungria.

- A terceira mostra o seu cortejo de Coroação através de Praga como Rei da Boêmia.

- A quarta representa uma alegoria de sua vitória sobre os turcos invasores.

A inscrição dentro do arco lê em latim: 'RVDOLPHVS ROM II (ANORVM) IMP (Erator) AVGVSTUS HVNG (ARIAE) ET BOH (EMIAE) REX CONSTRVXIT MDCII (Feito para Rodolfo II, Imperador Romano, Rei da Hungria e Boêmia, em 1602).

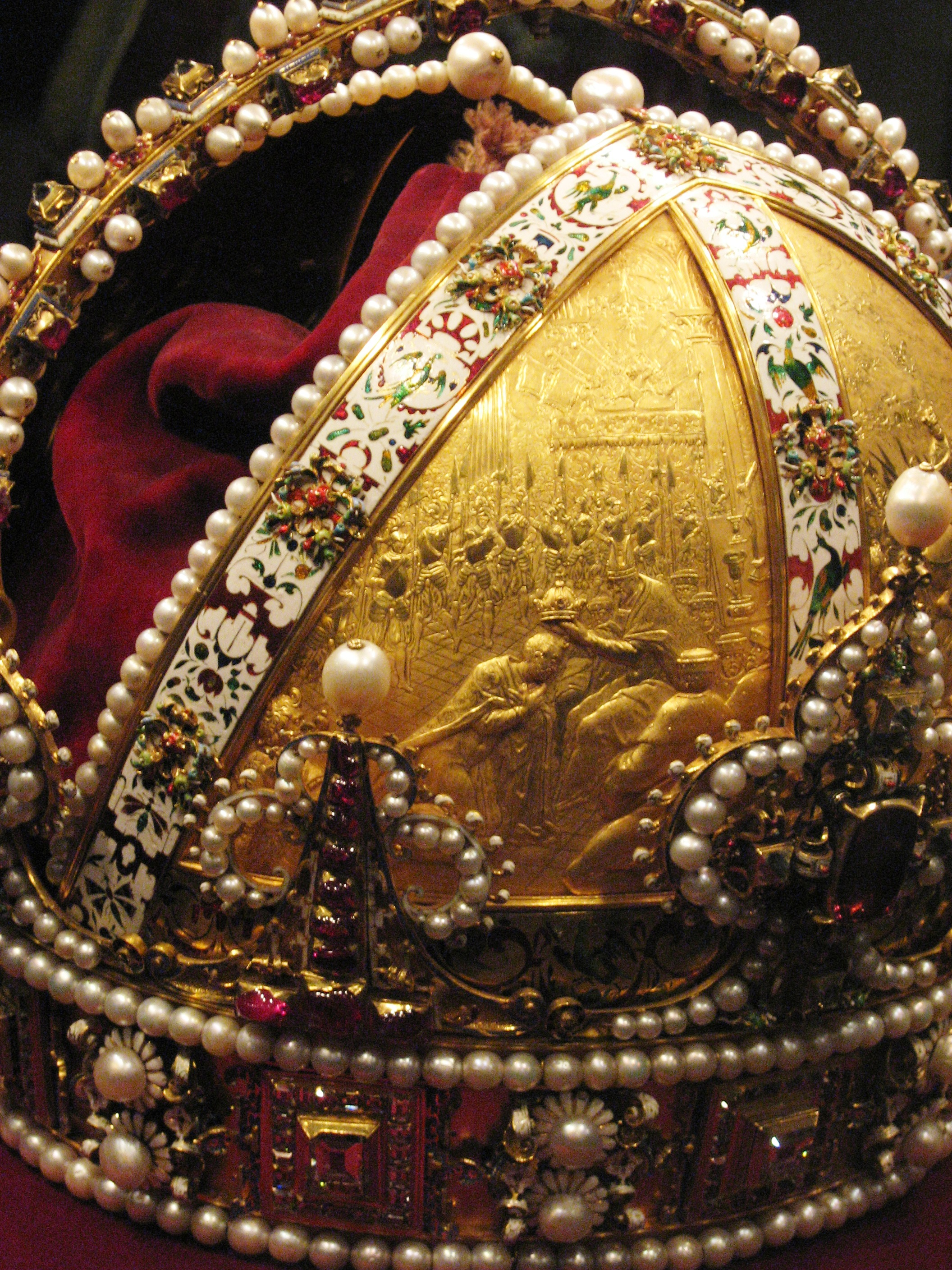
Coroação como Imperador do Sacro Império em Regensburg
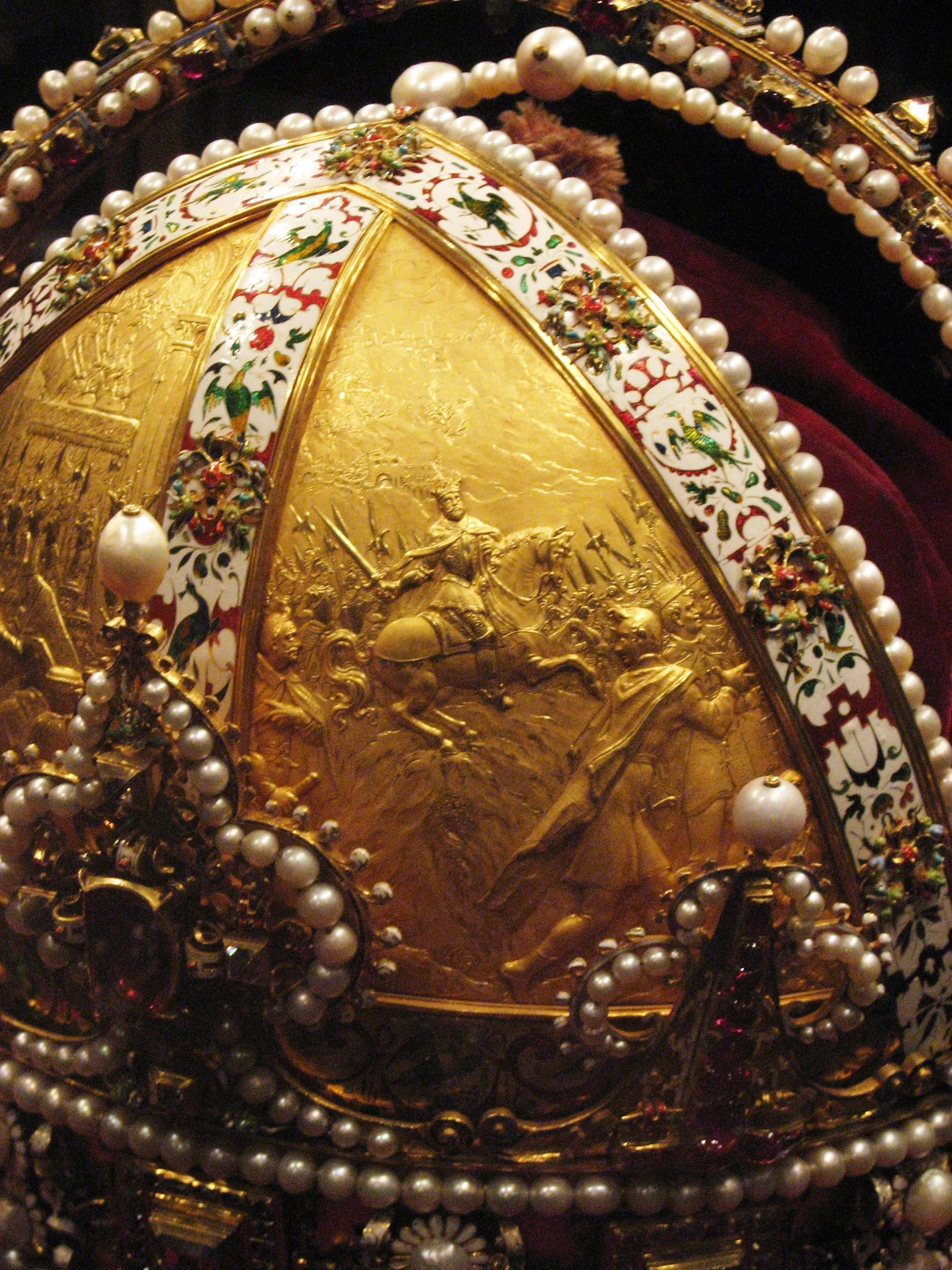
Passeio pela Colina Coroação em Pressburg
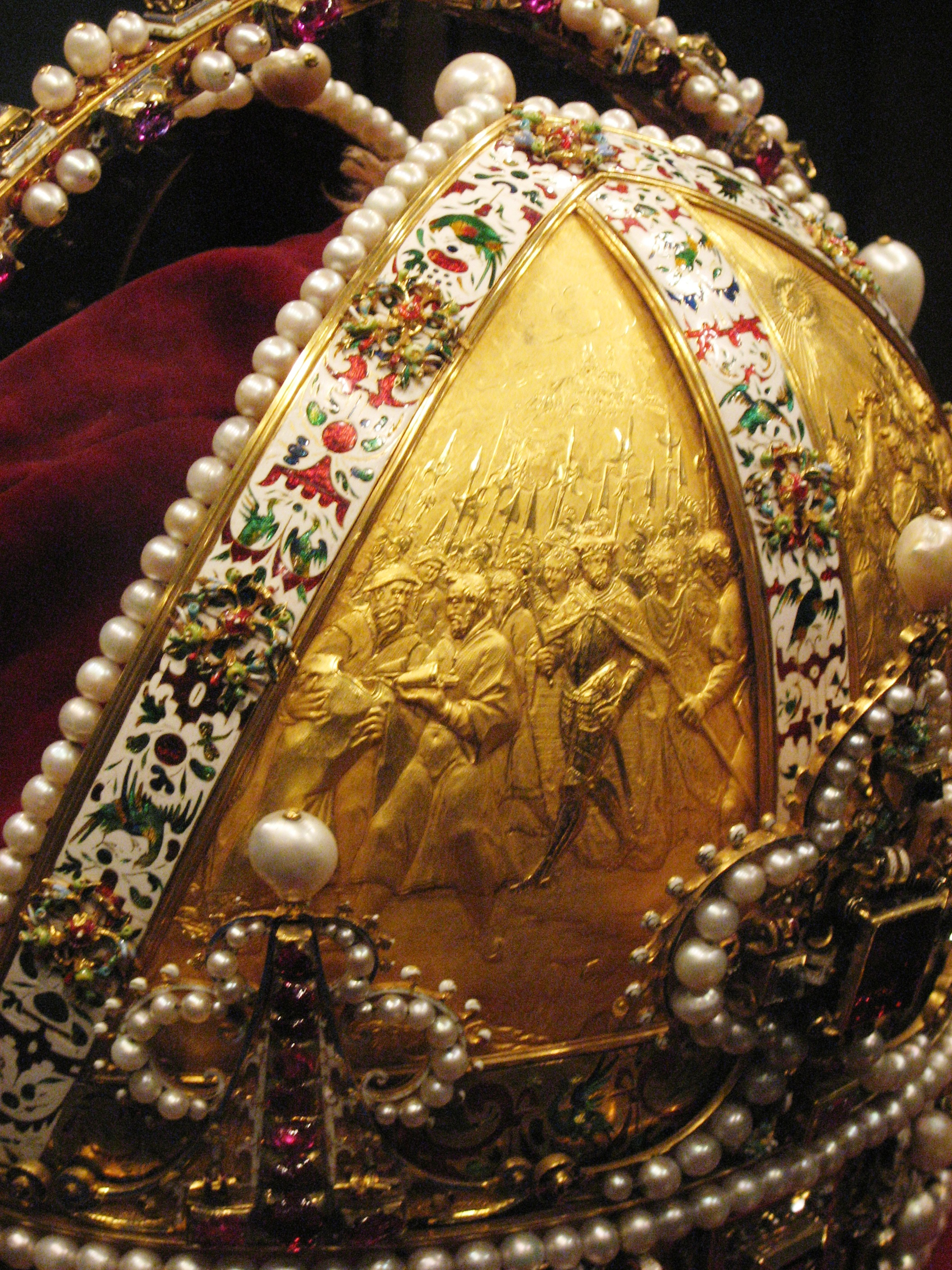
Procissão de Coroação pelas ruas de Praga
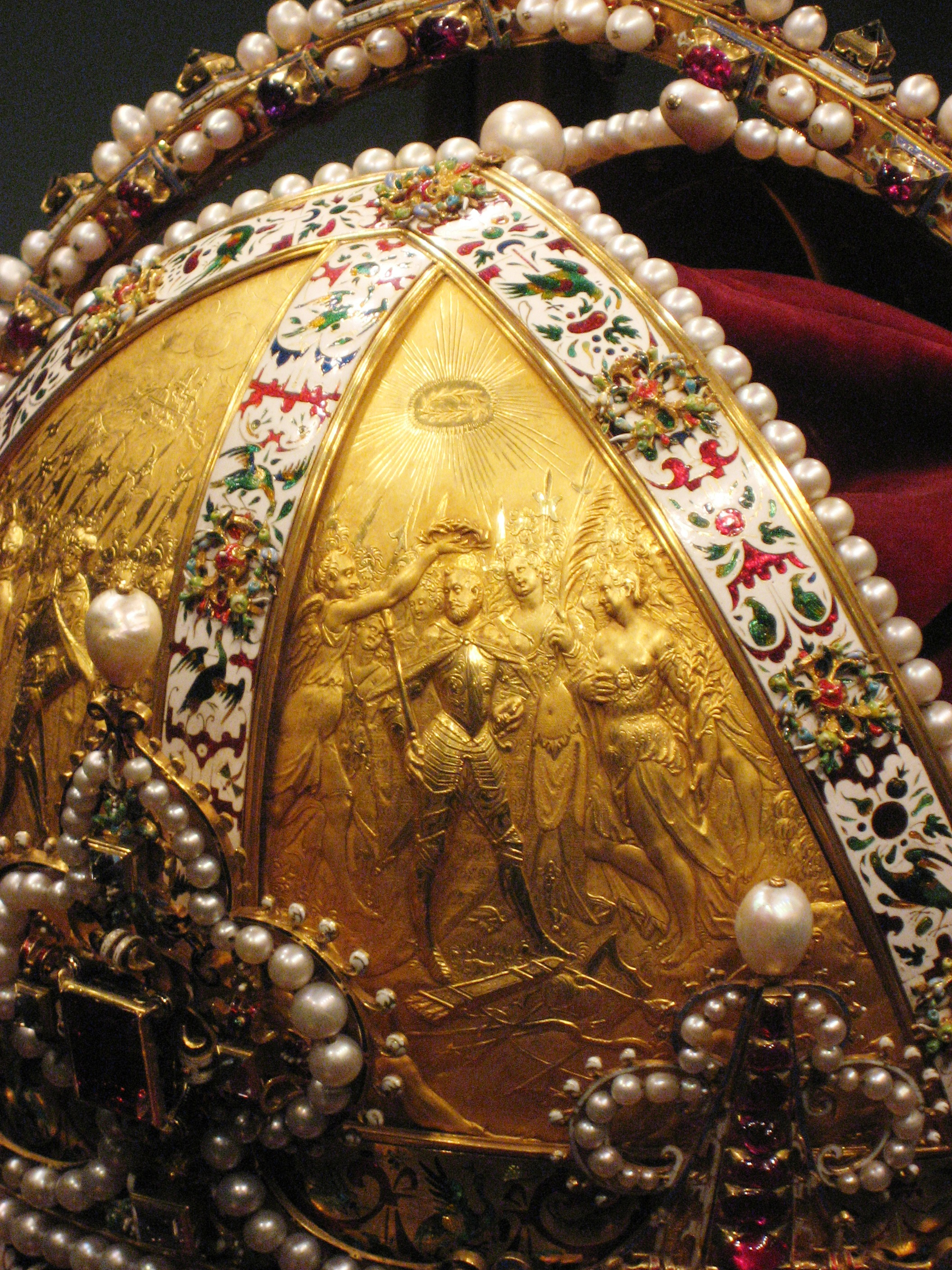
Alegoria da vitória Rodolfo II sobre o Império Otomano

## Arco Alto
O arco alto foi obviamente inspirado no arco da Coroa Imperial do Sacro Império Romano. É enchida por oito diamantes, que simbolizam Cristo.  O Imperador era considerado como um governador sobre a terra em nome de Cristo. Na parte superior do arco é azul-verde esmeralda, que simboliza o céu, sobre uma cruz mas inconspícua. A esmeralda não foi cortada, mas polida.

## Cetro e Orbe Imperiais

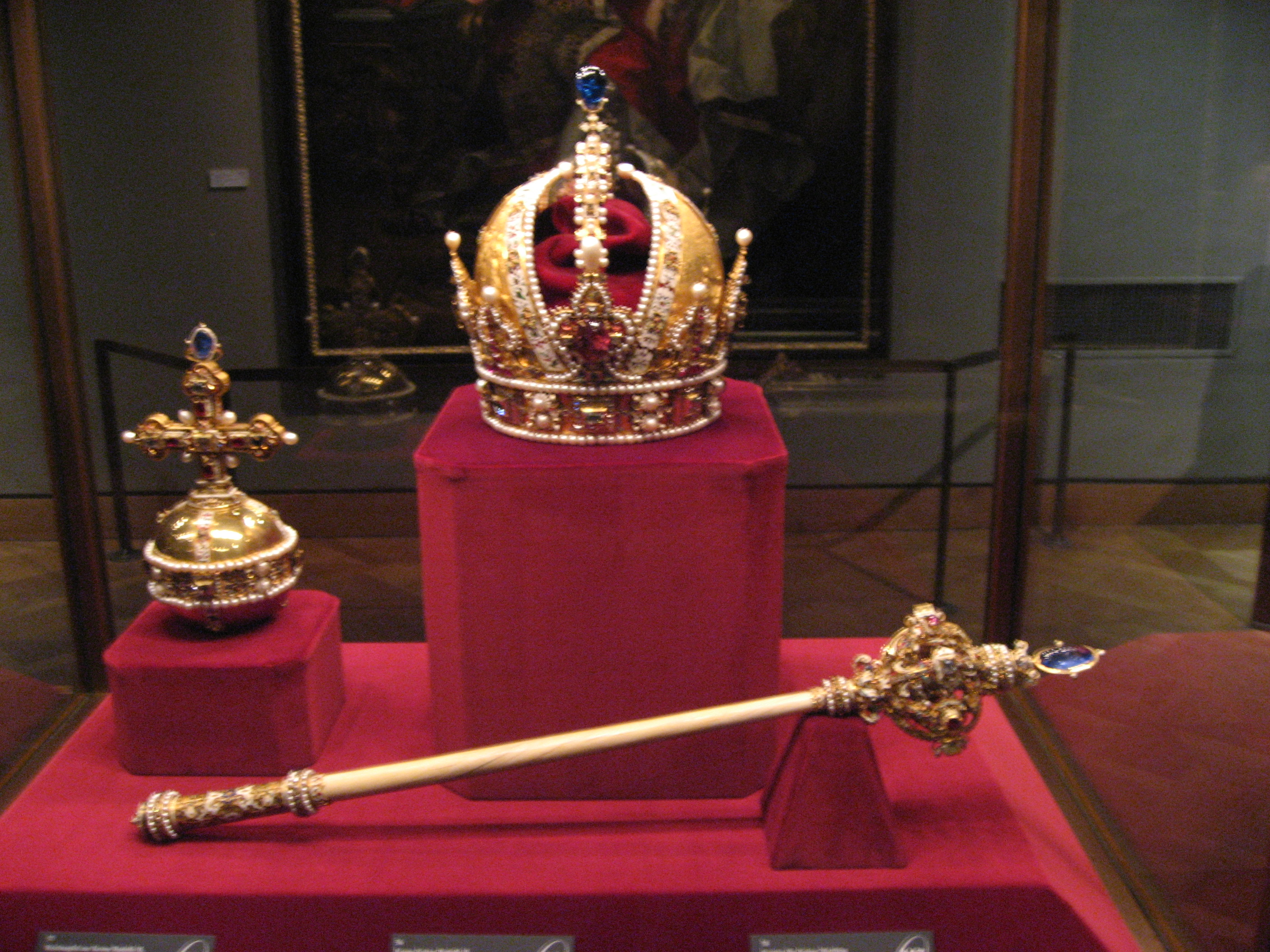
Cetro, Orbe e a Coroa Imperial Austríaca

Também pertencente à Coroa são um Cetro e uma Orbe Imperiais, que foram encomendadas em 1612 pelo irmão de Rodolfo II e seu sucessor Matthias I. Foram criadas por Andreas Ochsenbruck. Uma peculiaridade do Cetro é que ele é feito em parte por "chifre de unicórnio".
O cetro e a orbe imperiais já estavam em uso antes da Proclamação do Império Austríaco, como Insígnias Reais da Boêmia e dos Estados Hereditários (Erbhuldigung) do Arquiducado da Áustria.
A Coroa, o cetro e a Orbe são mantidas hoje no Schatzkammer (Viena), no Tesouro Imperial no Palácio Imperial de Inverno.

## Outros usos

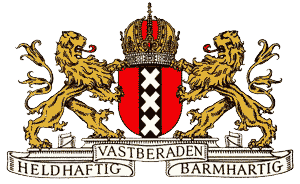
Brasões de Amesterdão, com a Coroa Imperial da Áustria

- Algumas cervejarias, como a Cervejaria Real de Krusovice (Kralovsky Pivovar Krusovice), na República Checa, incluiram em seu logotipo a Coroa Imperial.

- Algumas cidades têm em seu Brasão de Armas o timbre da Coroa Imperial. Amesterdão, por exemplo, foi permitida utiliza-la, em seu brasão de armas, pela concessão do Sacro Imperador Maximiliano I, em 1489, como reconhecimento ao seu apoio financeiro para uma de suas guerras. A Coroa pode ser vista, também, na torre da Igreja de Westerkerk (Igreja do Oeste) e adornando a Blauwbrugo (Ponte Azul).